# Družstevní práce
Družstevní práce (DP) byla kulturně-společenská organizace, která působila v letech 1922–1957 v Československu.
Byla založena v Praze jako nakladatelství v roce 1922 a soustředila se na sdružení návrhářů, výrobců a distributorů rukodělných uměleckých řemesel, užitého umění a moderního designu, zejména na cenově dostupné předměty masové spotřeby pro široké vrstvy obyvatel. Tyto zprvu teoretické snahy v roce 1927 vyústily v otevření obchodní firmy Krásná jizba s prodejnou v Praze na Národní třídě (1929–1939), a brzy s desítkou dalších poboček (např. v nejdéle trvající prodejně v Brně naproti dominikánům nebo v Uherském Hradišti. Firma prodávala předměty splňující náročné požadavky na funkčnost a design.
Družstevní práce jednak svou publikační činností (např. Magazín Družstevní práce), ale především uměleckoprůmyslovou produkcí nábytku, bytových doplňků, předmětů každodenní potřeby ze skla, keramiky, porcelánu, kovů, bytového a dekoračního textilu i oděvů usilovala o šíření nového životního stylu funkcionalismu a nejvyšších estetických kritérií včetně stylu art deco.

## Nakladatelství Družstevní práce
Nakladatelství bylo v roce 1922 založeno na zásadě, že čtenáři, spisovatelé i výtvarníci si společně vydávají knihy, které se prodávají členům v přímém styku s nakladatelstvím. Jednalo se o jeden z prvních pokusů ve světě o takovouto formu vydávání knih. V roce 1926 zakoupilo nakladatelství B. M. Kliky a vstoupilo na běžný knižní trh, v roce 1936 zřídilo prodej uměleckých předmětů. V březnu 1949 bylo obtížné je okamžitě zlikvidovat, protože pracovalo na družstevním principu, formálně vyhovujícímu zákonu. Po administrativních zásazích, sloučení s nakladatelstvím Svazu bojovníků za svobodu Mír byl vydavatelský program omezen.
Koncem roku 1952 bylo odňato vydavatelské oprávnění. Vzniklo nástupnické nakladatelství SNKLHU (Státní nakladatelství krásné literatury, hudby a umění), které také převzalo její prostory. Družstevní práce do roku 1955 přežívala jako výrobní a spotřební lidové družstvo uměleckých řemesel. Od ledna 1961 přešel z nakladatelství SNKLHU hudební odbor do Státního hudebního nakladatelství (pozdější Supraphon), změnilo název na Státní nakladatelství krásné literatury a umění (SNKLU) a od ledna 1966 název Odeon.

## Edice nakladatelství Družstevní práce
Vydávalo rovněž informativní měsíčník Panorama (1923–1942; 1945–1951), původní titul Zpravodaj Družstevní práce, poté Kulturní zpravodaj; název Panorama až od roku 1927).
Do edičního okruhu Družstevní práce patřili mj. Vladislav Vančura, Jaroslav Seifert, Emanuel Frinta, Antonín Pelc, Jaroslav Šváb, Adolf Hoffmeister či Toyen.
Názvy edic (výběr):
- Slunovrat
- Živé knihy
- Svět
- Orbis pictus
- Nesmrtelní
- Generace

## Produkce výrobků Družstevní práce
Vizuální styl Družstevní práce byl dílem designérů a architektů, především jejího výtvarného poradce Ladislava Sutnara, a dále Pavla Janáka, Bohumila Južniče, Jana E. Kouly, uměleckoprůmyslových návrhářů Františka Kysely, Jaroslava Horejce, Franty Anýže, Antonína Kybala nebo fotografa Josefa Sudka. Mezi stálé dodavatele patřili členové družstva Artěl.
Cenově dostupné šperky dodávali Jaroslav Horejc, Franta Anýž, František Ritter a jeho syn Josef Ritter, družstva Primosa a Tvar.
Pokračovateli Družstevní práce byly Ústav bytové a oděvní kultury a Ústředí lidové umělecké výroby, které převzalo okruh spolupracovníků a síť prodejen, činnou až do roku 1990.